# Juybar
Jūybār (farsi جویبار) è il capoluogo dello shahrestān di Juybar, circoscrizione Centrale, nella provincia del Mazandaran in Iran. Aveva, nel 2006, una popolazione di 27.117 abitanti.